# Aesculus neglecta
Aesculus neglecta là một loài thực vật có hoa trong họ Bồ hòn. Loài này được Lindl. mô tả khoa học đầu tiên năm 1826.